# Ино (форт)
Форт Ино (Николаевский) (швед. Ino fästning) — одно из основных фортификационных сооружений, защищавших Санкт-Петербург с моря и суши (в составе Кронштадтской позиции Морской крепости Императора Петра Великого). Строился в 1909—1916 годах для защиты от возможной атаки флота Германской империи. Разрушен в 1921 году в соответствии с Тартуским мирным договором. Находился на полуострове Инониеми (северное побережье Финского залива), недалеко от деревни Ино (ныне посёлок Приветнинское).

## История

### Строительство
В 1909 году Генштаб утвердил план, по которому в 60 км западнее Санкт-Петербурга в месте сужения Финского залива — пролив Стирсудден — создавалась передовая минно-артиллерийская позиция. Её ядром стали два новых береговых форта, каждый из которых был способен успешно вести артиллерийскую дуэль с линейным флотом и препятствовать тралению мин. На южном берегу залива на прибрежной возвышенности у деревни Красная Горка было начато строительство форта Алексеевский, на северном берегу на мысу у поселка Ино (Приветнинское) — форта Николаевский. Их передовые батареи на мысу Серая Лошадь на южном берегу и у поселка Пумала (Пески) на северном были вынесены ещё на 6 км западнее.
Форты «Николаевский» и «Алексеевский» проектировались с учётом самых современных достижений российской инженерной мысли и носили ряд основных черт так называемого «Русского форта» выдающегося фортификатора К. И. Величко. Существенным отличием проекта форта «Ино» от классического форта К. И. Величко было наличие крупнокалиберной артиллерии (собственно, с этой целью он и строился). Причем орудия калибра 305 мм применялись в береговых укреплениях впервые.
Деревня Ино была крупнейшей деревней Уусикиркской волости Выборгской губернии Великого княжества Финляндского. Типичная финская деревня состояла из десятков хуторов, разбросанных на большой площади. Кроме этого здесь были построены дачи (до революции насчитывалось 68 дач и вилл петербуржцев; самыми известными из здешних дачевладельцев были академик В. М. Бехтерев и художник В. А. Серов). На территории, отведённой форту, кроме финских крестьянских подворий, располагались участки Завьялова, Константина Валентиновича(?) Маркова, Невзоровых, Матэ, жены А. Н. Куропаткина, Анны Сергеевны Милюковой (жены П. Н. Милюкова), Иванова, Ал. Ал. Барышникова, Введенского, Лебедева, Боброва на участке которого и на его средства была построена церковь, а также участки М. В. и В. И. Волковых. Добровольно в казну при начале строительства форта свои дачи передали лишь Милюков и Матэ. Земельного участка Валентина Серова на территории форта не значилось, а его дача была снесена при строительстве железной дороги к форту. Отчуждение земли обошлось казне в 418379 рублей. Дачи стали использоваться для проживания гарнизона форта.
В разное время с 1909 по 1918 год производителями работ на форте были военные инженеры подполковник Смирнов, капитан Лобанов, капитан Поплавский, капитан (затем подполковник) Будкевич, подполковник Красовский, инженер Розенталь.
В форте было две береговые батареи на четыре 152-мм пушки Канэ (на флангах), батарея на восемь 254-мм орудий и батарея на восемь 279-мм гаубиц, которые стреляли на 15-18 км. Вокруг орудий был целый подземный городок, покрытый двухметровым слоем бетона, рассчитанный на попадание крупнокалиберных снарядов корабельной артиллерии. Там были снарядные погреба, казармы, железная дорога для доставки снарядов к орудиям, командные и наблюдательный пункты. Позиции были прикрыты 3-метровым бетонным бруствером. Форт был окружен стрелковым валом с бетонными опорными пунктами и приспособлен для круговой обороны.
Кроме строительства батарей и оборонительных сооружений, проектом предусматривалось возведение построек для проживания гарнизона форта в мирное время и гавани, ограниченной двумя молами — восточным и юго-западным. Гавань оборудовалась тремя подъемными кранами: двумя грузоподъемностью по 1 т и одним — 32 т. Предусматривалось строительство железнодорожной ветки протяженностью 3 км, проложенной по юго-западному молу и далее вдоль всех батарей.
В 1912 году в форте начали строить две четырёхорудийные батареи 305-мм орудий — башенную и открытую. Башенная батарея представляла собой бетонное сооружение с двумя двухорудийными башнями конструкции А. Г. Дукельского и была новейшим техническим достижением того времени. Внутри — казематы, орудийные погреба, казармы, подземная железная дорога, по которой на вагонетках возили снаряды, электрический подъёмник. Было устроено пароводяное отопление. К 1916 году обе батареи были боеготовы. Вокруг были устроены бетонированные траншеи с укрытиями для пушек и пехоты, соединённые с башенной батареей подземными потернами.
По проекту наименьший гарнизон укрепления устанавливался в 2 роты крепостной артиллерии и 2 роты пехоты, но в случае необходимости на форту можно было разместить до 2 батальонов артиллеристов и 1 батальон пехотинцев. К началу Первой мировой войны гарнизон укомплектовали по штатам военного времени. Артиллеристов стало 2000 человек, столько же пехоты, более 500 других военнослужащих (минеры, саперы, казаки и т. д.) и ополченцев. В январе 1917 года гарнизон состоял уже из 5500 человек.
К 1 января 1917 года все артиллерийские батареи форта были закончены и находились в боевой готовности.

### События 1918 года
Октябрьская революция, развал армии, мобилизации практически лишили форт гарнизона.
В декабре 1917 года Великое княжество Финляндское обрело независимость. Граница между новыми государствами пролегла по старой административной границе Великого княжества с оставлением Печенги у России, так как она была передана Великому княжеству Финляндскому в 1864 году условно. Для решения вопроса по этой территории и официальной демаркации границы была создана Особая комиссия. Однако удалось сформировать только её финляндскую часть — российская не была сформирована из-за начавшейся в Финляндии в конце января 1918 года гражданской войны.
Революция началась в Хельсинки под руководством Социал-демократической партии и Организации профсоюзов. Созданное революционное правительство — Совет народных уполномоченных — во главе с Куллерво Маннером сразу установило дружественные отношения с Советской Россией. По предложению СНУ была создана смешанная комиссия по подготовке проекта советско-финляндского договора. В состав комиссии вошли: с советской стороны — А. Л. Шейнман, В. М. Смирнов, А. В. Шотман, и К. Шишко, с финляндской стороны — Э. Гюллинг, Э. Валпас, О. Токой и К. Арьянне. И уже 1 марта в Петрограде договор «О дружбе и братстве» между РСФСР и Финляндской социалистической рабочей республикой (названа так в тексте договора по предложению В. Ленина) был заключён. По договору предусматривалась взаимная передача территорий — форт Ино должен был быть передан Советской России в обмен на область Петсамо (Печенга) с незамерзающим портом на севере.
Однако революция в Финляндии потерпела поражение, и сторонам пришлось всё начинать сначала.
Комендант Кронштадтской крепости К. М. Артамонов в донесении Военному руководителю обороны Петрограда А. В. Шварцу 24 апреля 1918 года писал, что вся крепость имеет только 150 боеспособных защитников.

В январе-феврале 1918 года, когда только начала формироваться рабоче-крестьянская Красная Армия сестрорецкий отряд красногвардейцев (сотня А. Паншина) с С. П. Восковым нёс сторожевую охрану на форту Ино в Финляндии. Старая армия беспорядочно демобилизовывалась, оставляя форт на произвол судьбы. Отряд из Сестрорецка застал форт почти пустым. Только небольшая часть революционных матросов задерживала беспорядочное бегство деморализованных солдат.
24 апреля финские войска осадили форт Ино. Преследуя финскую Красную гвардию, отступающую к советским границам, белофины и немцы окружили его и предложили начать переговоры о немедленной сдаче. Но осаждённые, имеющие сильное вооружение, большое количество боеприпасов и продовольствия, отказались сдаться без приказа Советского правительства.
Офицер царской армии комендант крепости пытался доказать, что защита форта отрядом из 200 красноармейцев — пустая затея. Но его не поддержали, за исключением 6 паникёров. Хуже было дело, когда апрельским вечером, захватив с собой план форта, комендант сбежал к белофинам.
24.04.1918 года при подготовке сдачи форта замки с орудий были сняты и увезены в Кронштадт, батареи подготовлены к взрыву. Москва опасалась, что защита форта может привести к разрыву Брестского мира.
5.05.1918 года Германия потребовала передать форт Финляндии.
Отряд держал оборону пока от Кронштадта на подмогу не пробились ледокол и военный корабль вместе с правительственной комиссией, предложившей взорвать форт, чтобы не оставлять сильно укреплённую военную базу противнику.

Во второй половине мая наступили последние дни форта Ино. Когда отряд покидал его берега, яркие языки пламени пожирали деревянные постройки, кухни, казармы. Находясь далеко от берега красноармейцы услышали несколько мощных взрывов. Укрепления форта не достались врагам.— А. И. Давыденко. Сестрорецк. Очерки по истории города. Л., 1962, с. 111—112
14 мая 1918 года в 23:30 башенные батареи форта Ино подорваны личным составом, а сам форт захвачен финнами, о чём Артамонов К. А. написал в своём рапорте.

### Уничтожение
По условиям Тартуского договора, финны обязаны были уничтожить все укрепления форта Ино. Орудия форта впоследствии использовались в системе береговых укреплений Финляндии — например, 305/52-мм орудия были установлены в броневой башне (с недостроенной 14" батареи Мякилуото) на о-ве Куйвассаари.

### В составе СССР
В советское время на форту была построена 152 мм батарея, но в начале 1960 года её утилизировали.
До середины 1980 годов существовал закрытый режим территории. Въезд был только по пропускам. Это было связано с тем, что в районе форта были воинские части, погранзастава, и в большей степени потому, что в районе бывшего форта Ино в послевоенные годы существовал испытательный полигон высокой секретности. По рассказам старожилов, обслуживавших этот комплекс подземных сооружений, в нём проводились опыты по выявлению влияния жёсткой радиации на животных. Затем полигон ликвидировали, но доступ на форт был закрыт. До конца XX века форт Ино занимала воинская часть и ЦНИИ Минобороны России.

### XXI век
Всё поросло лесом. Металл по возможности демонтирован. Хорошо сохранились огромные рвы опорных пунктов № 1 и 2, у опорных пунктов № 7 и 8 виден чётко обозначенный гласисообразный профиль позиций. Сохранилась лестница бывшей дачи Куропаткина А. Н., переоборудованная в годы Первой мировой войны под временный госпиталь. Лестница ведёт к заливу. Чистый песок, огромные валуны, на горизонте цепочка танкеров-накопителей, выполняющих роль плавучих нефтеперевалочных баз.
В 2020 г. Военный инженерный институт Академии материально-технического обеспечения Министерства обороны РФ разработал проект возрождения форта Ино. Проект выдвинут на премию «Хрустальный компас».

## Фотографии

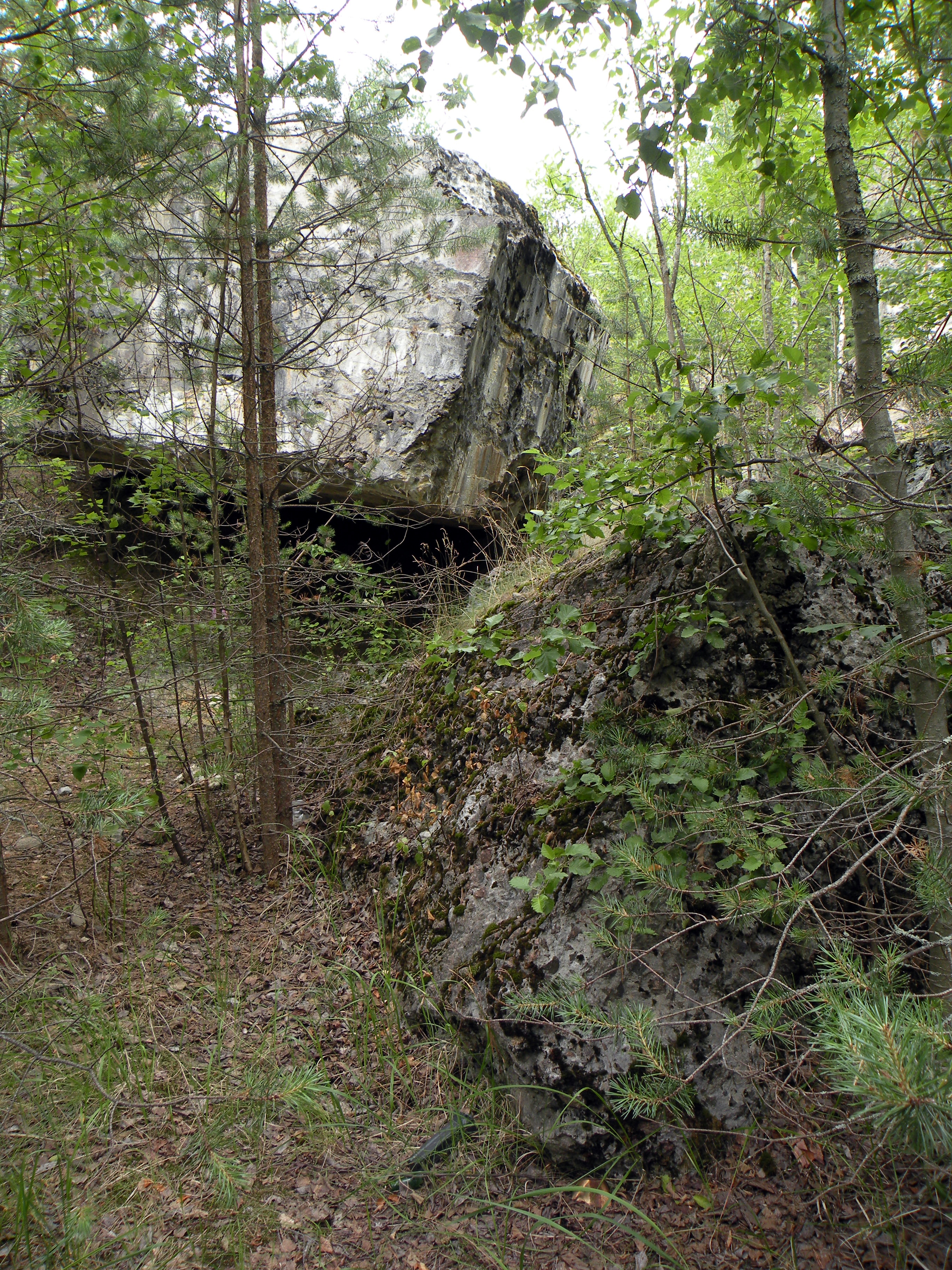
Развалины форта
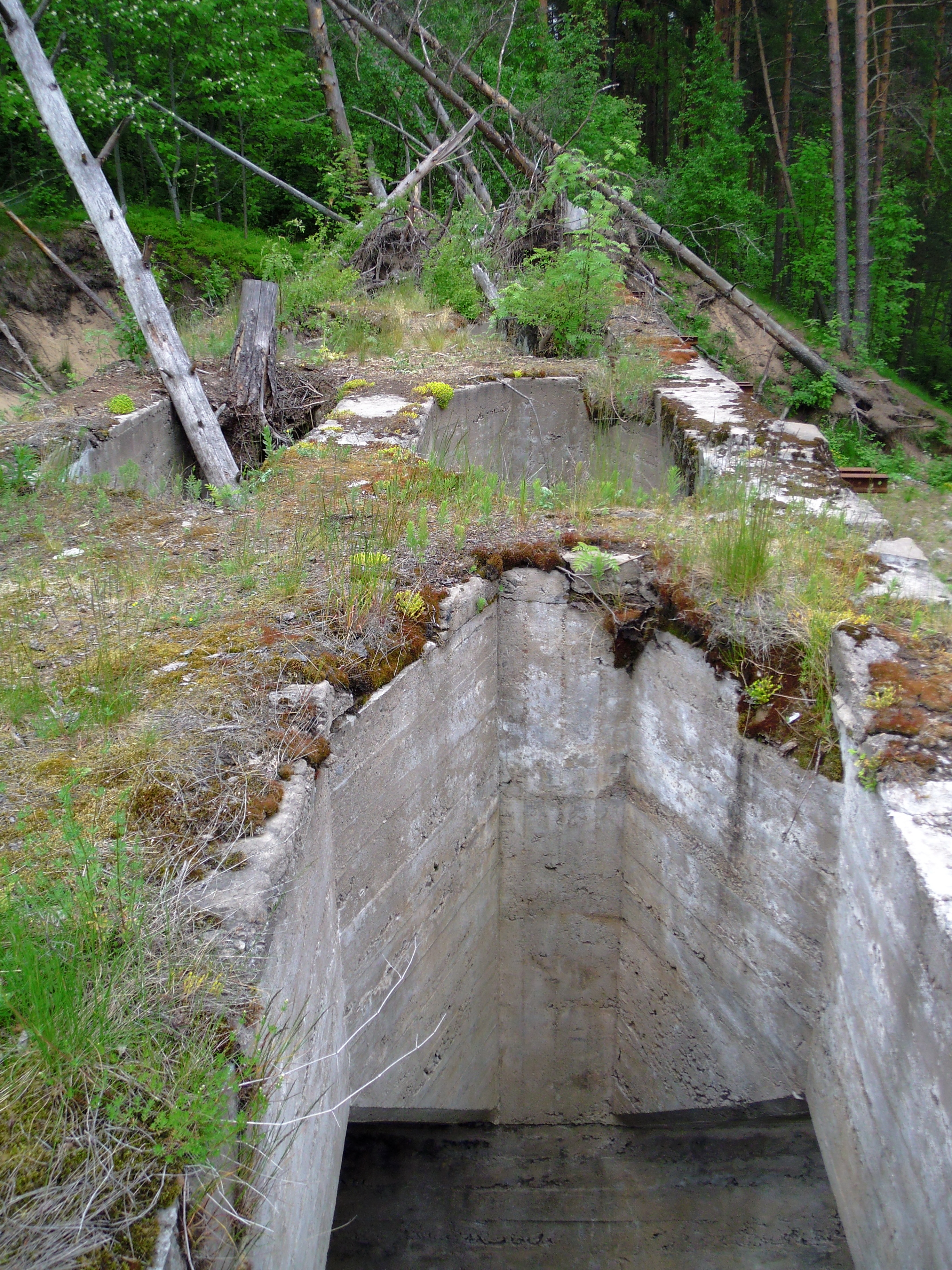
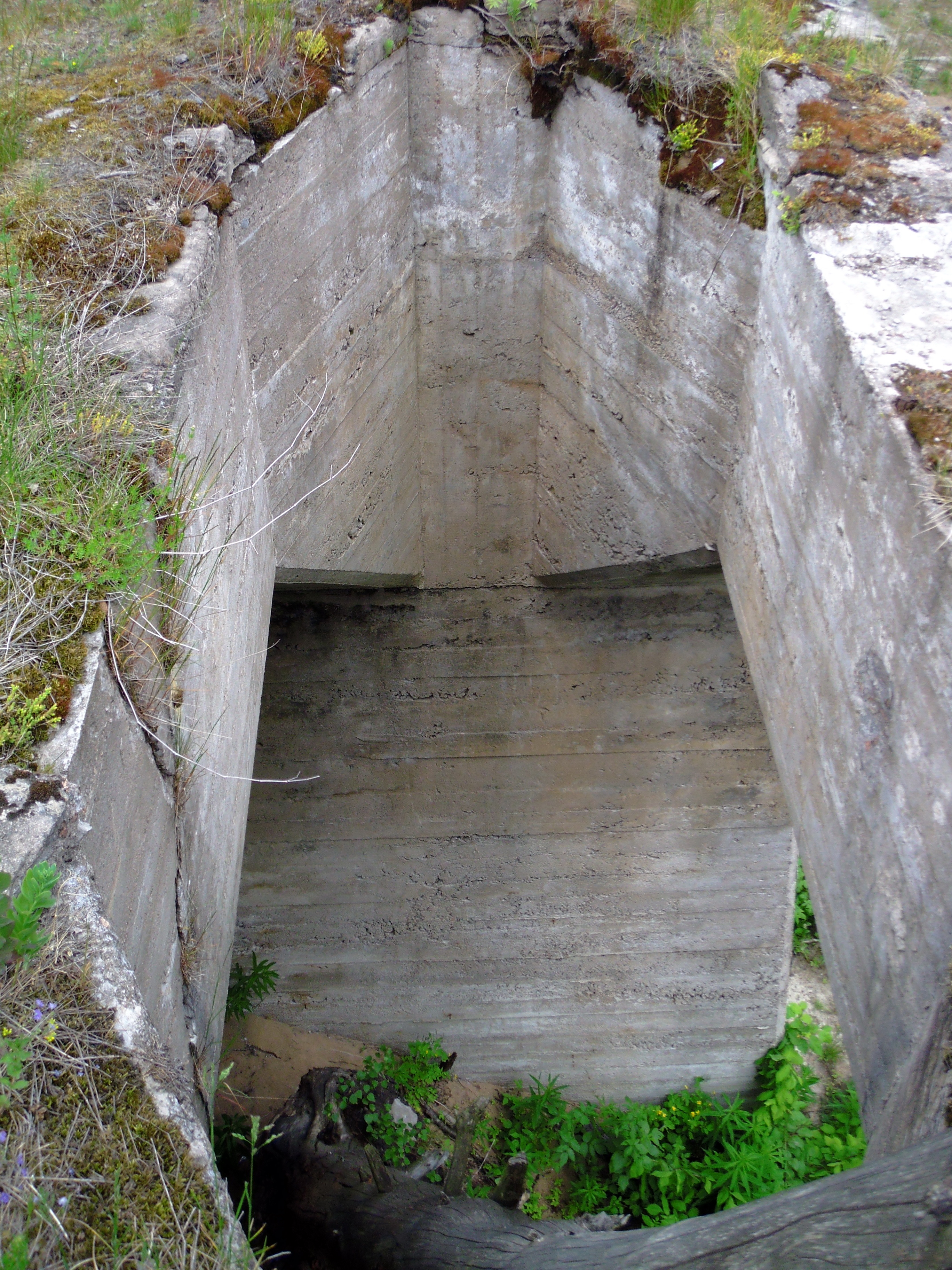
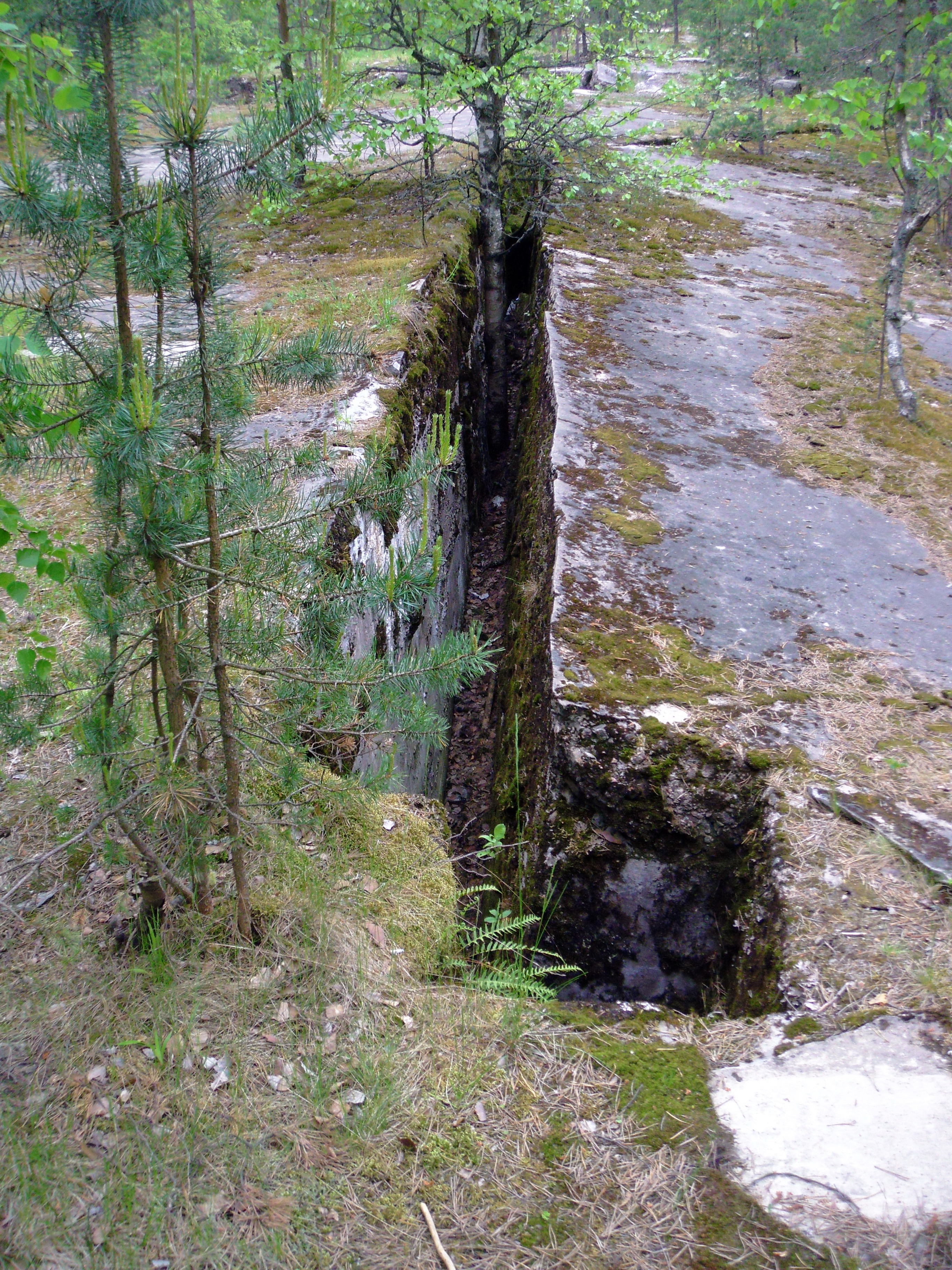
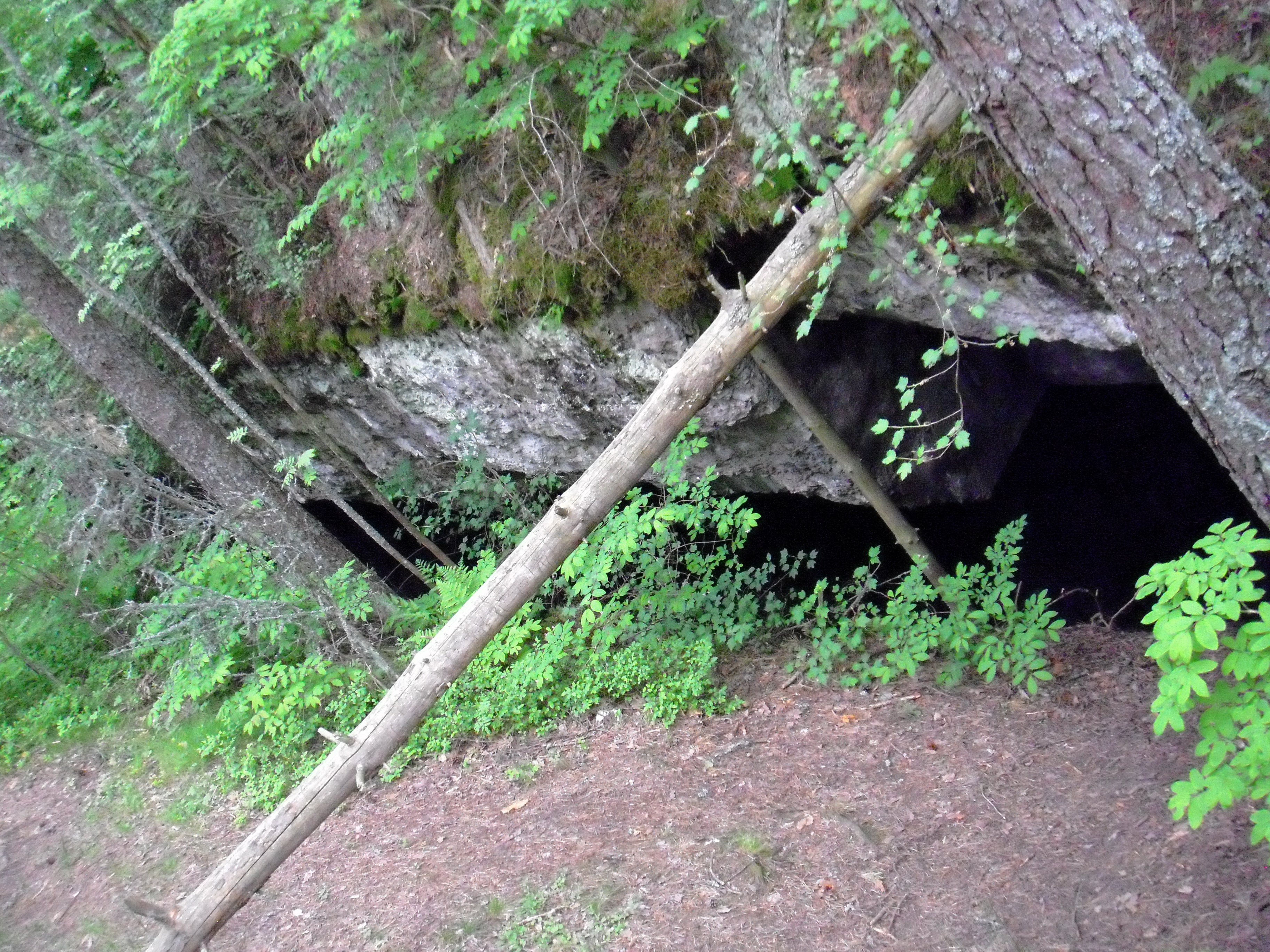
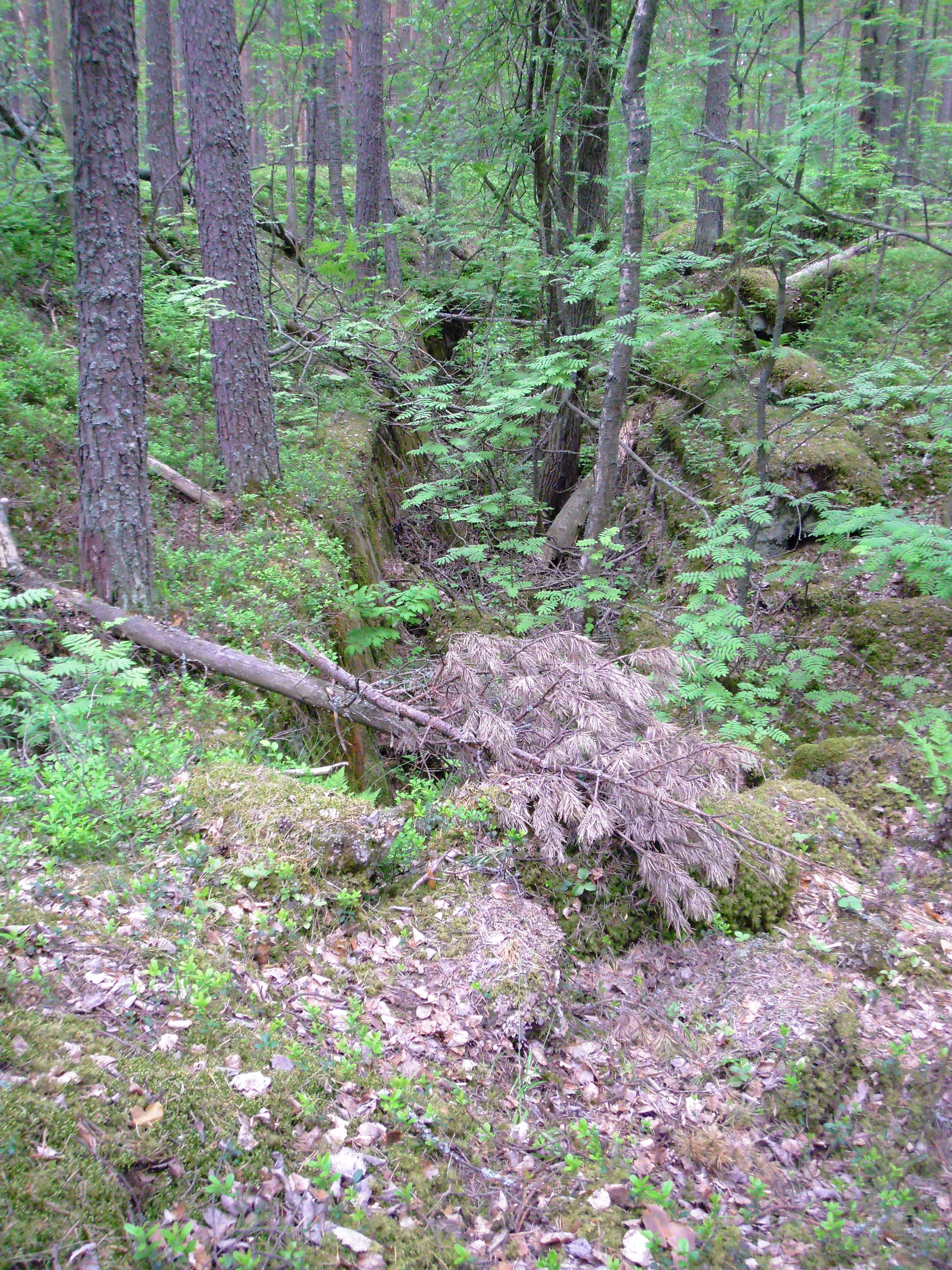
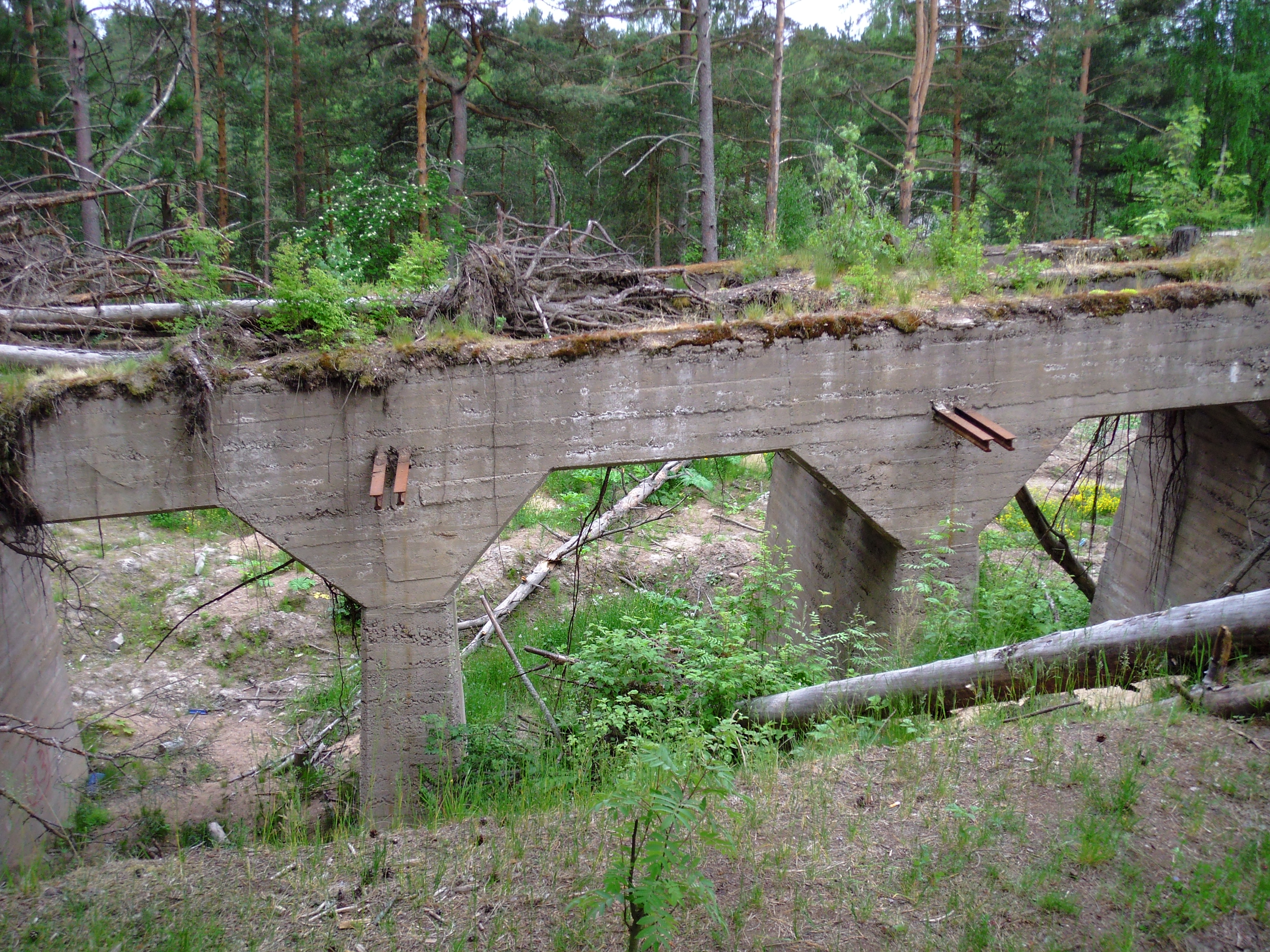
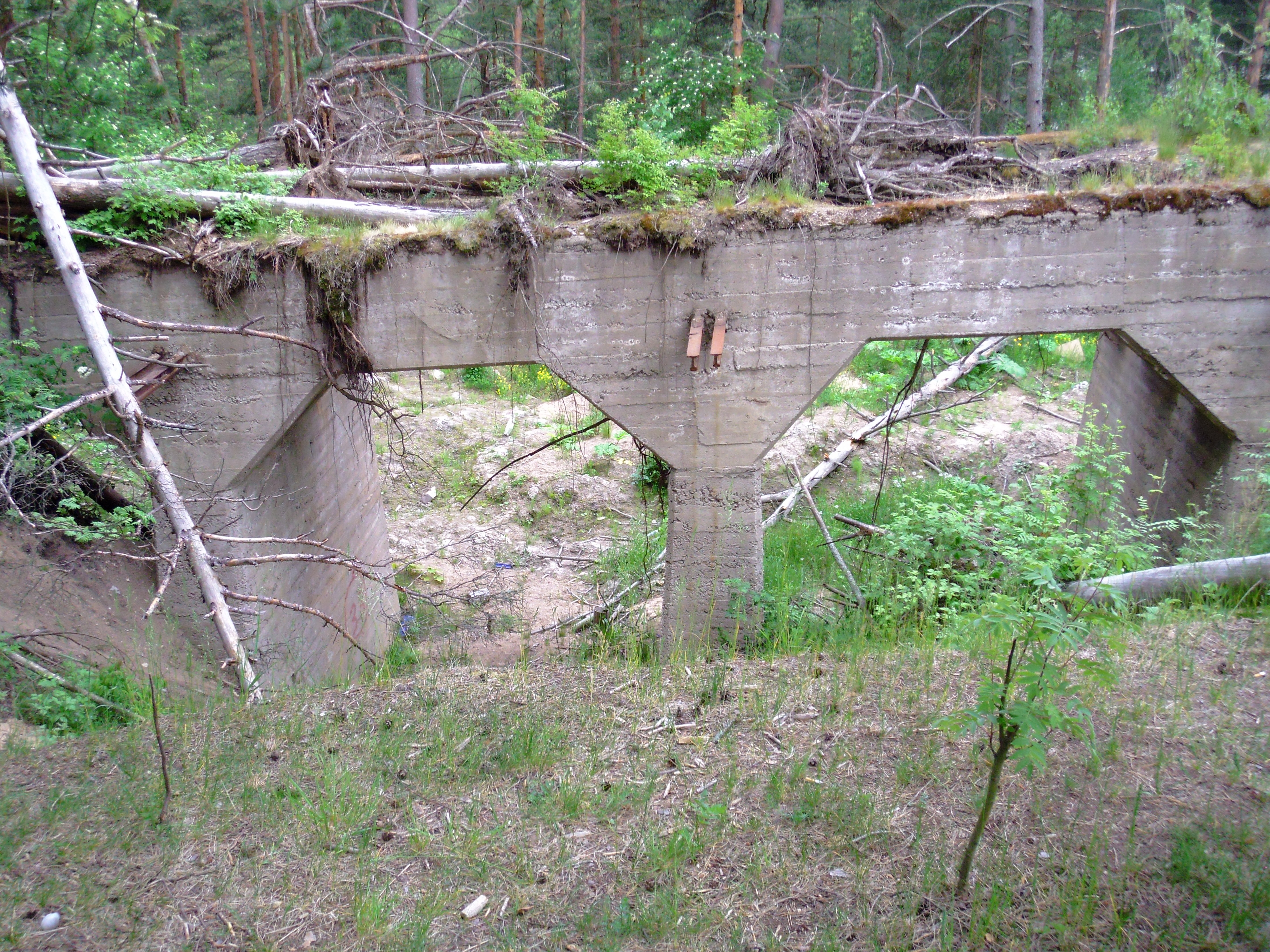
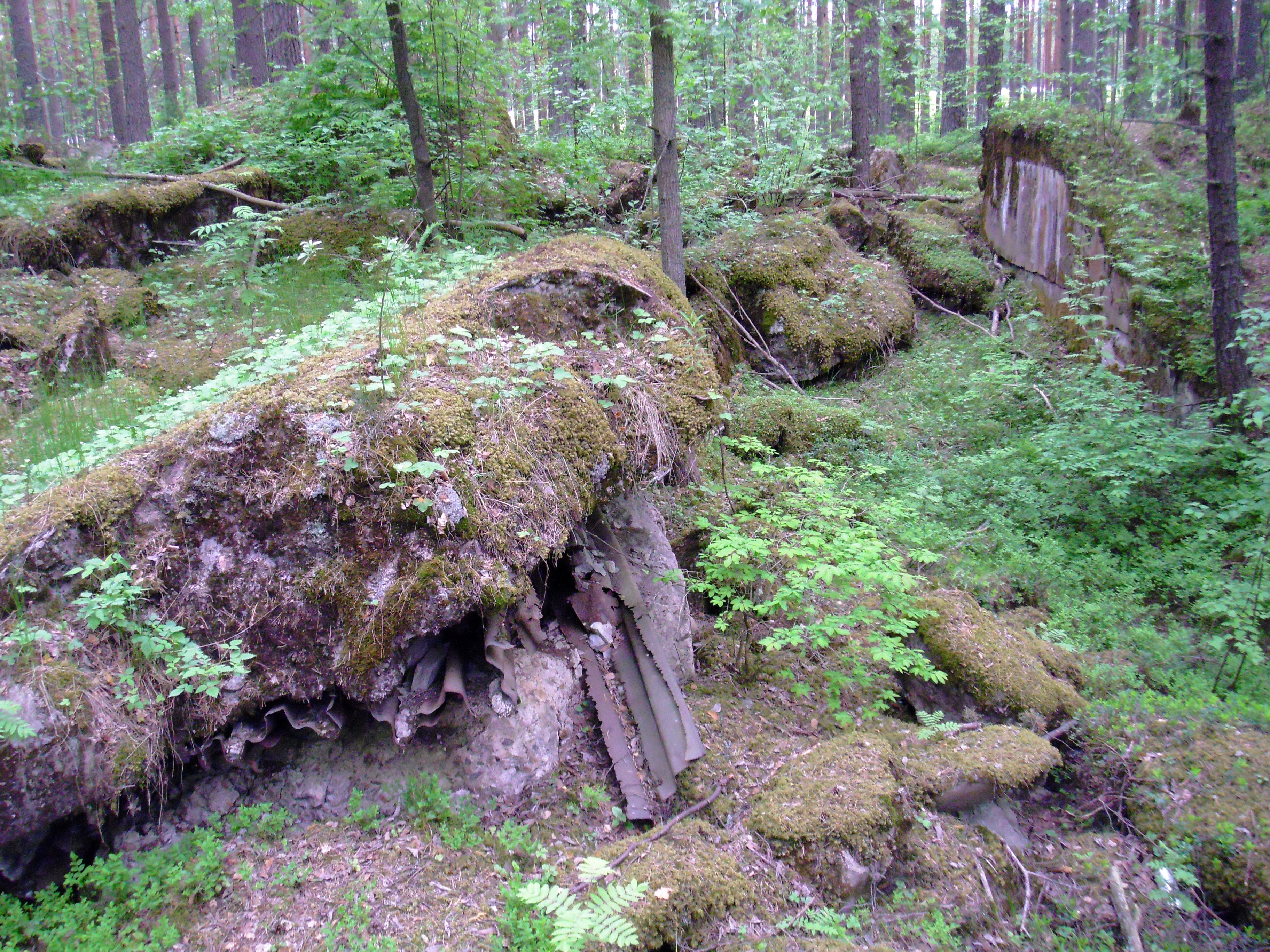
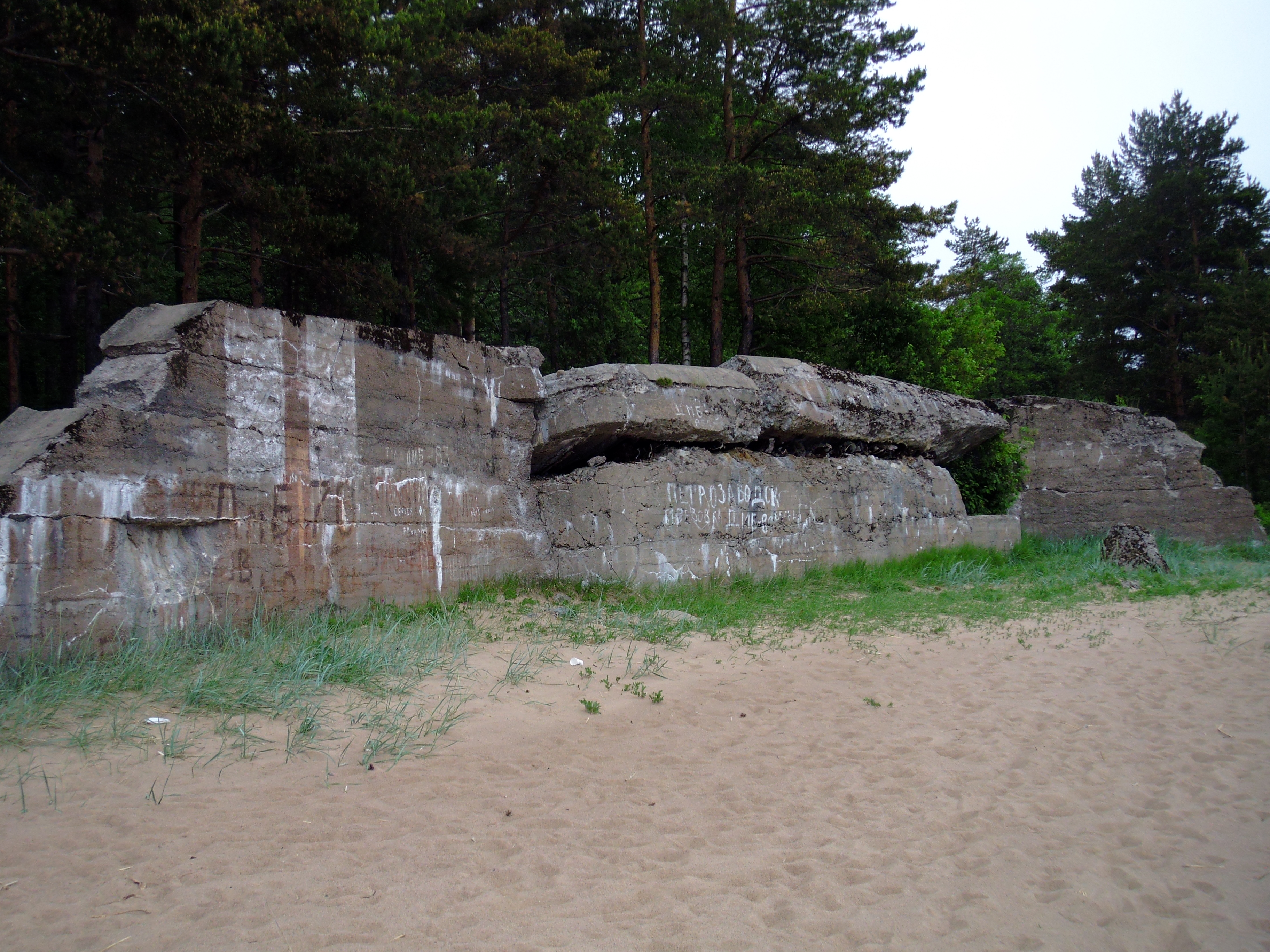
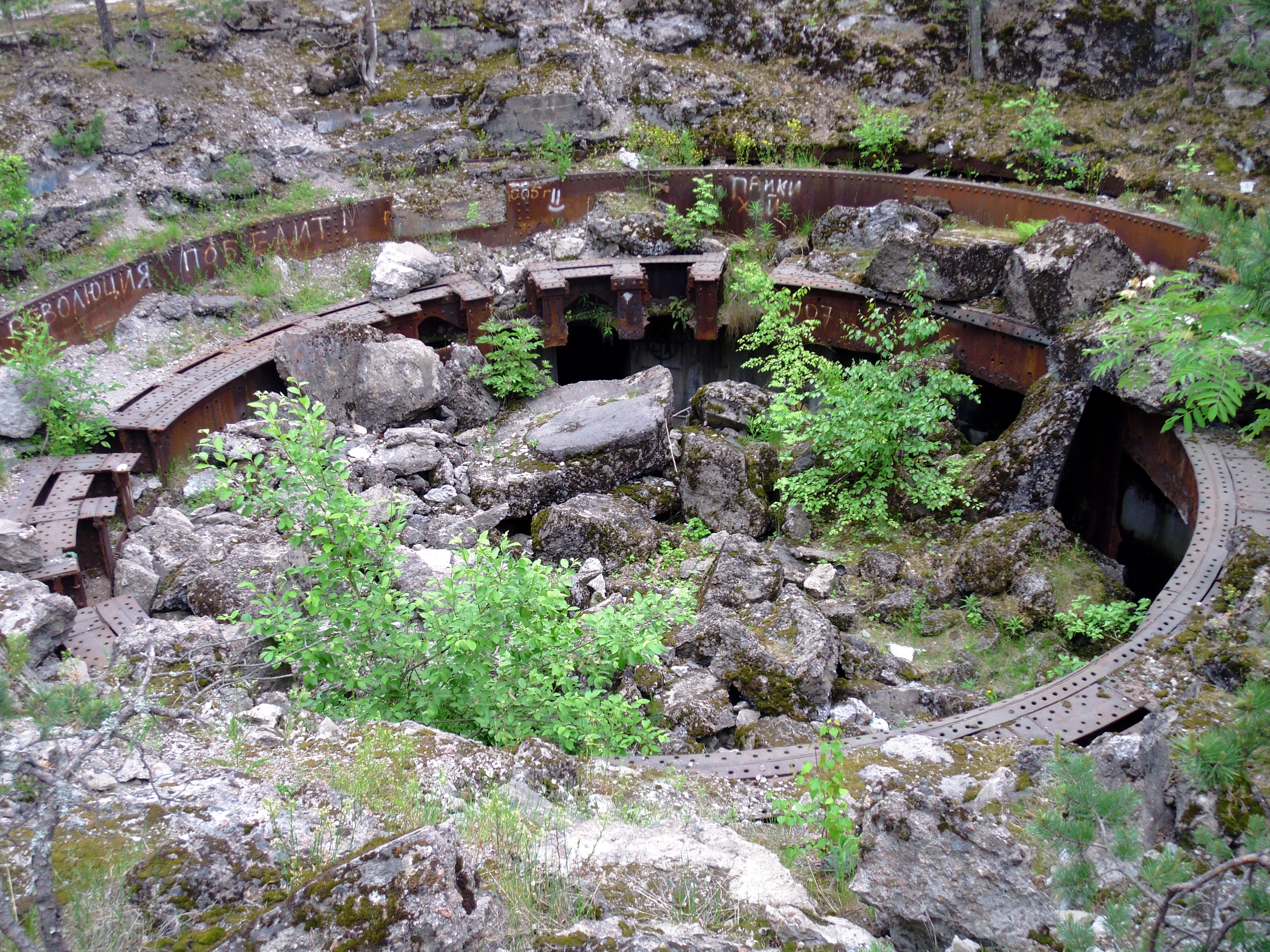
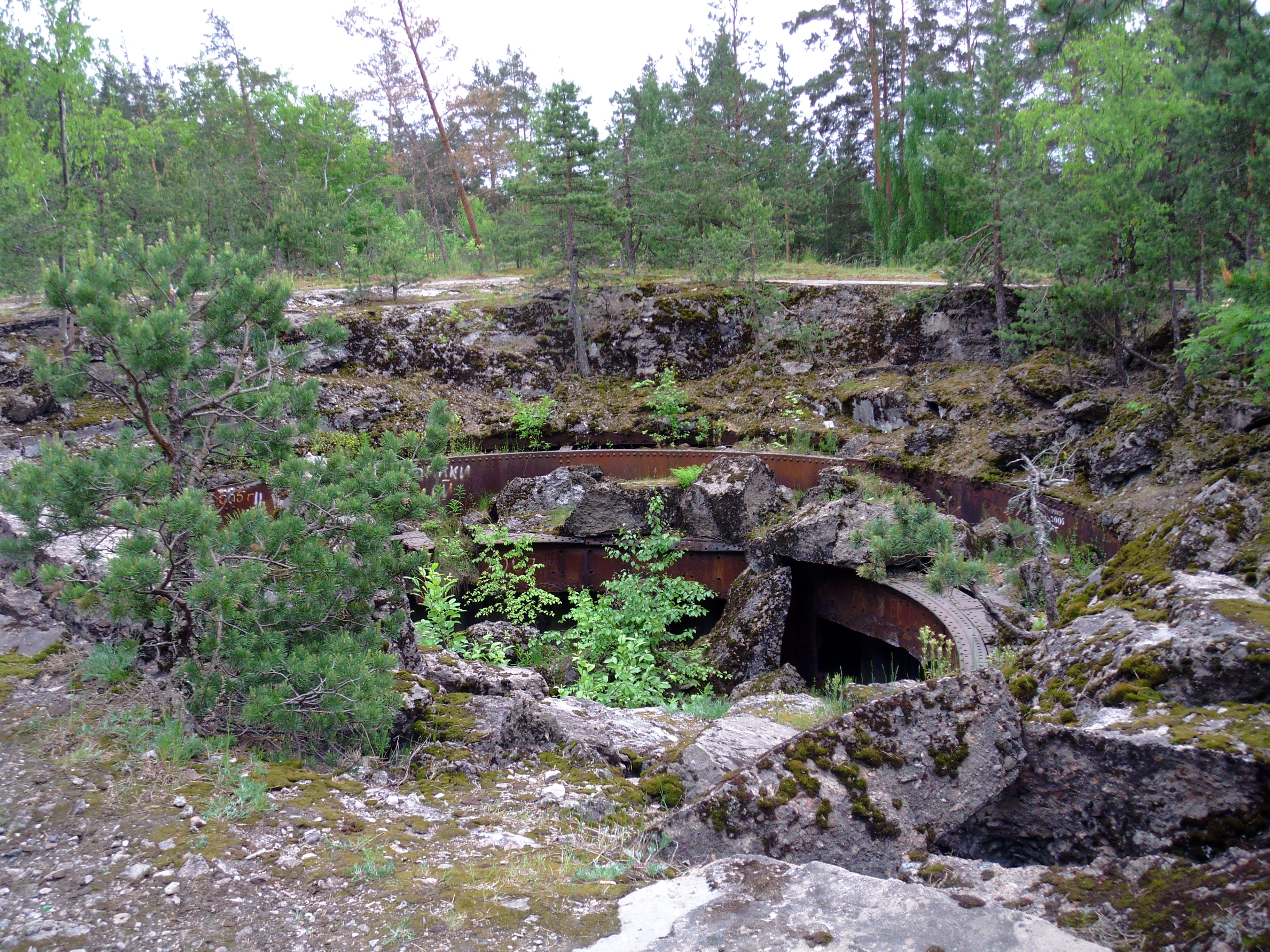
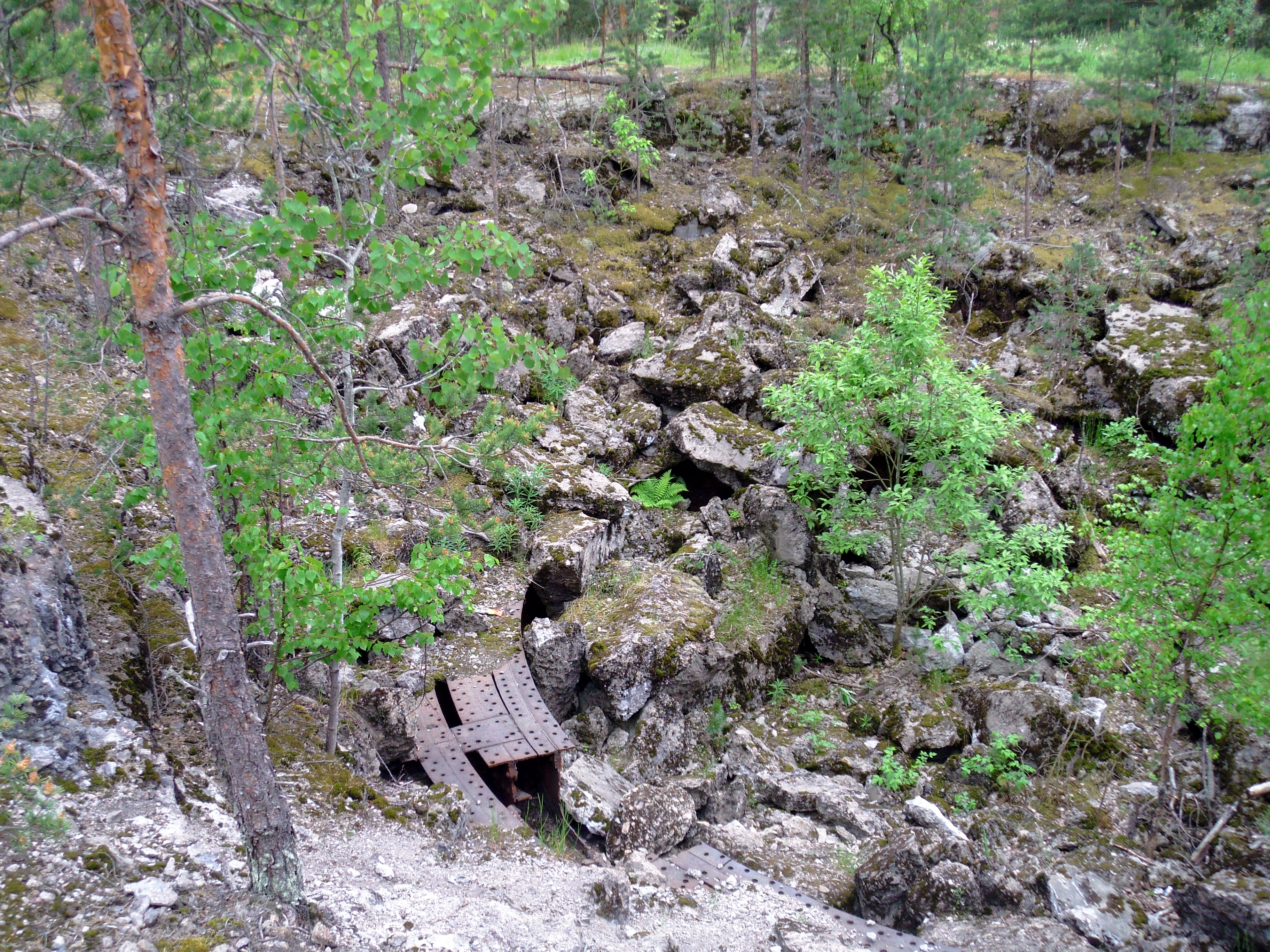
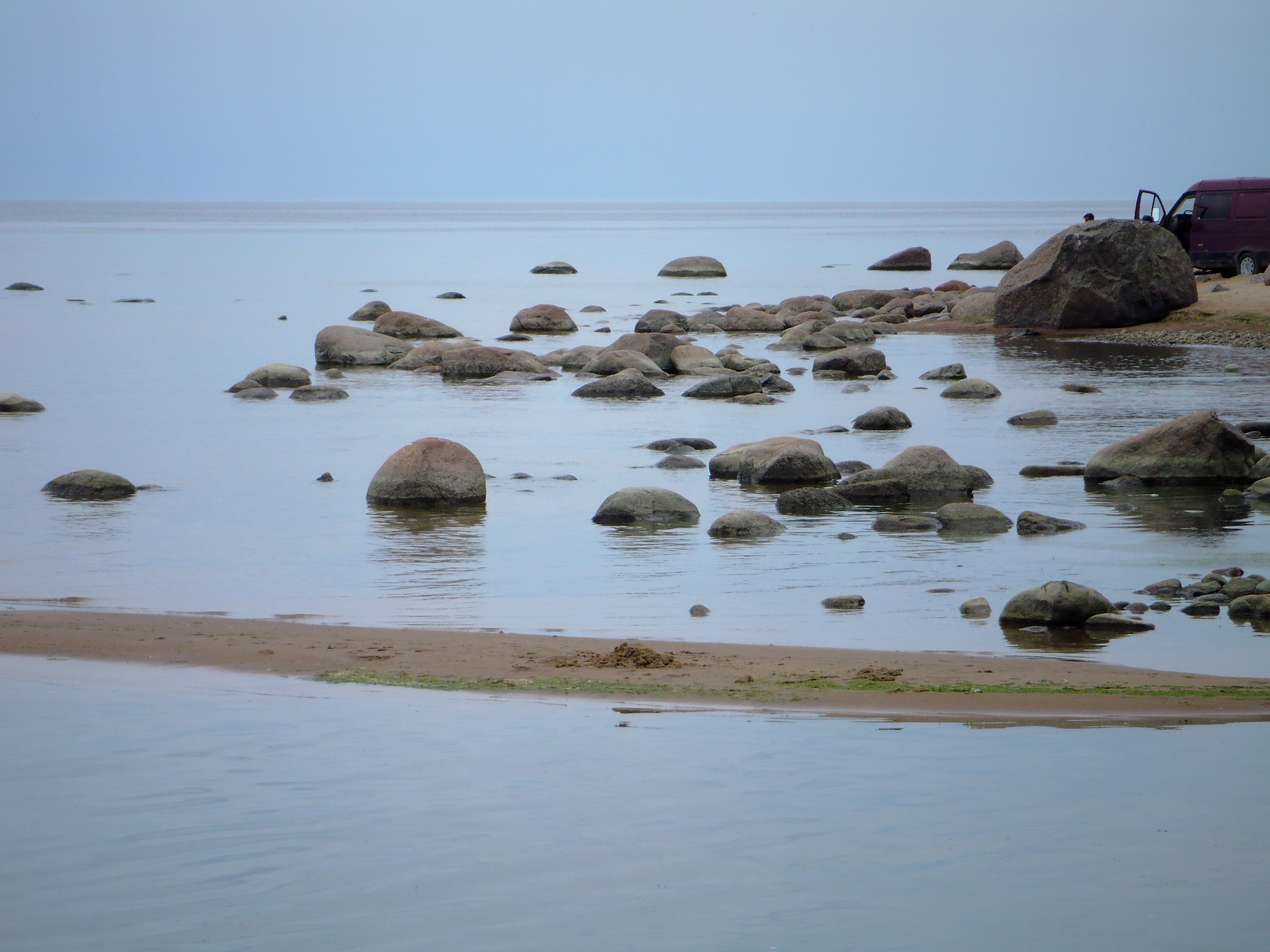
Пляж
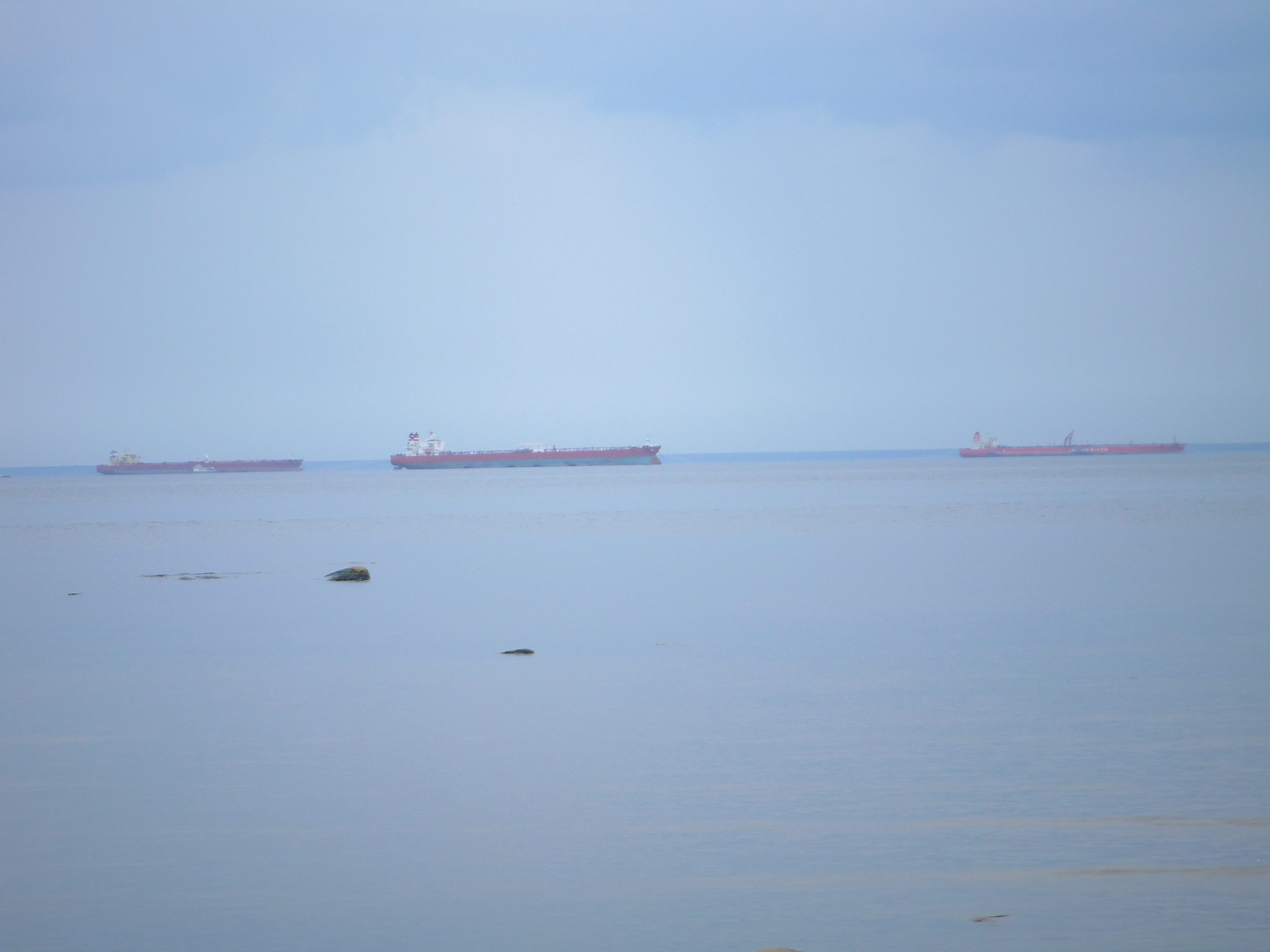
Цепочка нефтеналивных судов
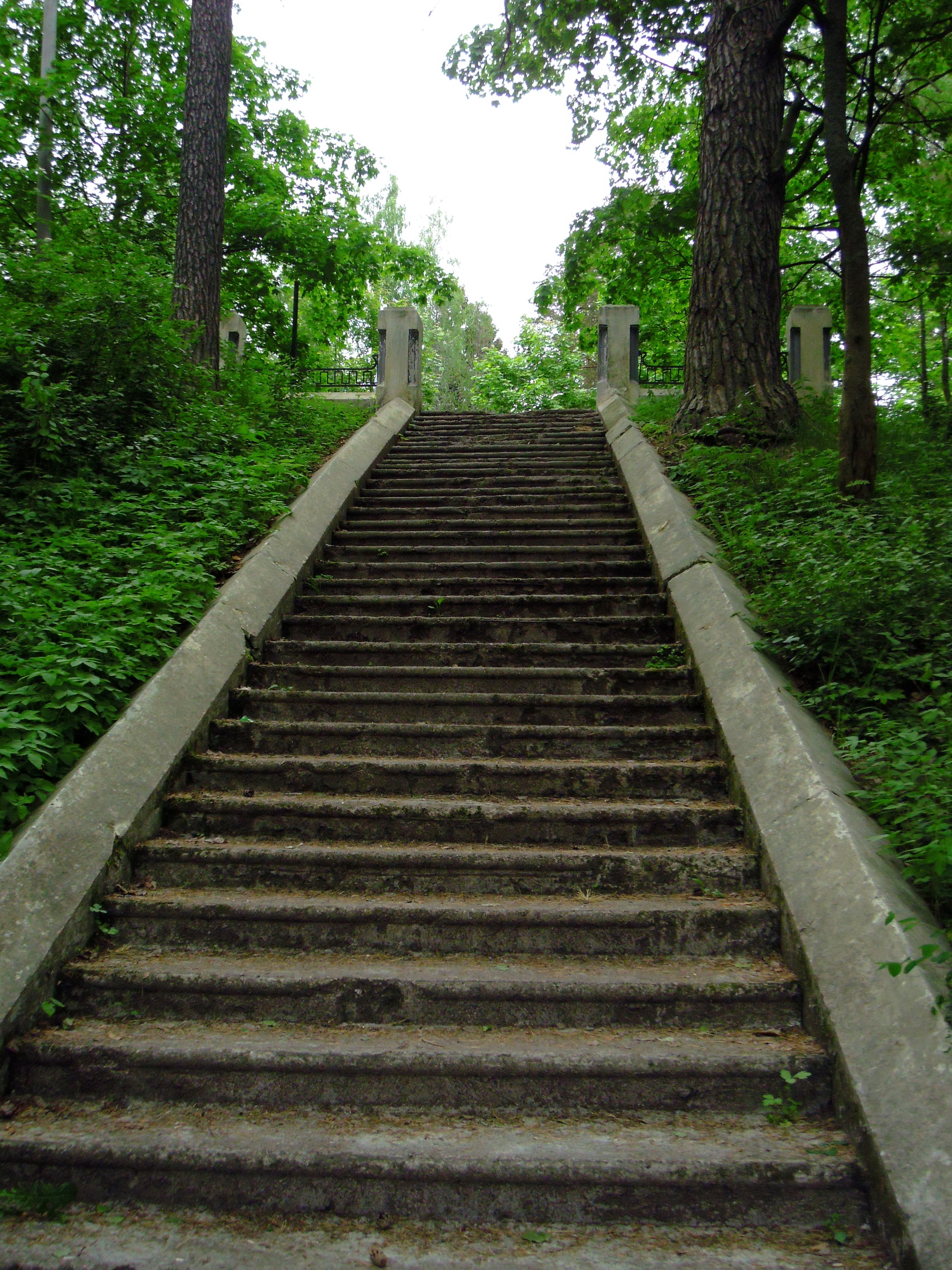
Дача Куропаткина
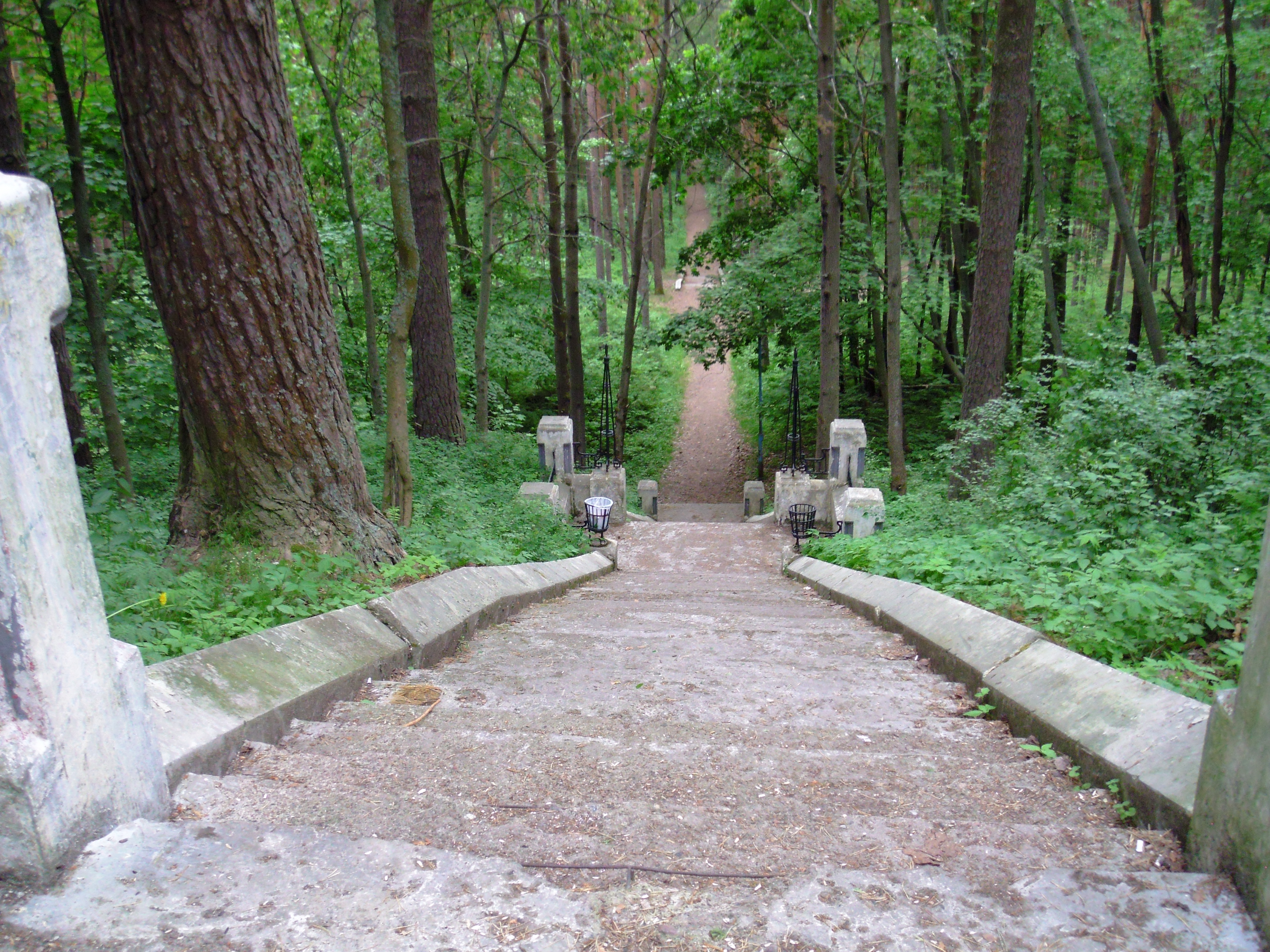
Лестница дачи Куропаткина